# Bijagarni, Khanapur
Bijagarni là một làng thuộc tehsil Khanapur, huyện Belgaum, bang Karnataka, Ấn Độ.